# 南海十三郎 (電影)
《南海十三郎》（英語：The Mad Phoenix）是依據香港編劇家杜國威所撰寫的舞台劇《南海十三郎》為基礎，再進行改編的人物傳記電影作品，由高志森監製導演，內容圍繞1930年代粵劇劇作家江譽鏐的生平事蹟。於本片飾演為薛覺先（梁漢威飾）撰曲之開戲師爺的許堅信，兼任本片粵劇指導。

## 劇情簡介
江譽鏐生於廣州江太史之家，家中排行十三，自幼天資聰慧，但卻不喜與他人相處。他是華人書院的高材生，在一次慈善舞會上，他被名叫莉莉的女孩吸引，不惜放棄學業，專程遠赴上海追求。但是，莉莉對他並無特殊好感，讓他在上海流落街頭，一待就是兩年時間。
然而，江譽鏐從小在耳濡目染下特別喜歡粵劇，經常在粵劇場內出沒。當時，最有名氣的是薛老五，便直闖後台告訴他唱的不好，還毛遂自薦拿出寫好的劇本給他。某天，薛老五看過劇本後，便邀請江譽鏐擔任編劇，正式使用「南海十三郎」的名義出道。
二、三十年代，他因替粵劇名伶薛老五編劇而名噪一時，但卻少負文才而恃才傲物，不輕易替人寫作。他的聰明才智過人，甚至讓抄辭的人都來不及寫下，所以到後來都沒人願意服侍他。他向前來求學的人總是百般刁難，直到唐滌生被他所欣賞，倆人以兄弟相稱。從此，唐滌生便跟在他的身邊抄寫及討論劇本。
三、四十年代，日本軍隊不斷侵略中國，大多數的粵劇戲班也因戰亂而解散。甚至，他在不得已的情況下冷言逼走唐滌生，期盼唐滌生能在香港闖出一片天地。後來，南海十三郎粵港各地策劃劇團演出，高聲呼籲救國救民。但是，前往前線勞軍時，反而鄙俗表演大受歡迎，深感受辱的他對另一團長大打出手，被迫倒茶認錯。
對日抗戰結束後，再也沒人想看忠孝節義的粵劇，加上他恃才傲物又脾氣古怪，讓每個戲班都不敢邀請他編寫劇本。雖然，環境演變到目前的情況，但他仍不願改變自己的堅持，也不願接受親友的幫助。
往後，南海十三郎遭逢愛情與事業的雙重打擊下，整個人精神陷入失常的狀態，數度進出精神病院內接受治療。最後，甚至生活潦倒，流落香港街頭，客死異鄉。

## 演員
| 演員     | 角色                       | 備註                   |
| -------- | -------------------------- | ---------------------- |
| 謝君豪   | 江譽鏐／南海十三郎         | 粵劇編劇家             |
| 朱威廉   | 江譽鏐／南海十三郎（童年） |                        |
| 潘燦良   | 唐滌生                     | 江譽鏐的學生           |
| 蘇玉華   | 江少儀／梅仙               |                        |
| 吳綺莉   | Lily／莉莉                 |                        |
| 周志輝   | 江孔殷／太史公             | 江譽鏐的父親           |
| 李鎮洲   | 說書人                     |                        |
| 黃希揚   | 說書人（童年）             |                        |
| 梁漢威   | 薛覺先／薛老揸             | 粵劇名伶               |
| 黃霑     | 孖二八                     | 警察                   |
| 袁富華   | 來福                       |                        |
| 李楓     | 三姨太                     |                        |
| 丁家湘   | 千里駒                     | 粵劇花旦王             |
| 葉榮祖   | 班政家                     |                        |
| 許堅信   | 開戲師爺                   | 許堅信兼任本片粵劇指導 |
| 龔國強   | 任惜花                     |                        |
| 楊英偉   | 新靚就                     |                        |
| 陳劍烽   | 陳錦棠                     |                        |
| 岑翠紅   | 村女                       |                        |
| 鄭詠梅   | 梁紅玉                     |                        |
| 吳家良   | 蟲仔                       |                        |
| 何銘輝   | B頭                        |                        |
| 司馬華龍 | 寶蓮寺住持                 |                        |
| 黃新     | 馮班主                     |                        |
| 陳淑儀   | 陸羽茶室侍應               |                        |

## 獎項及提名

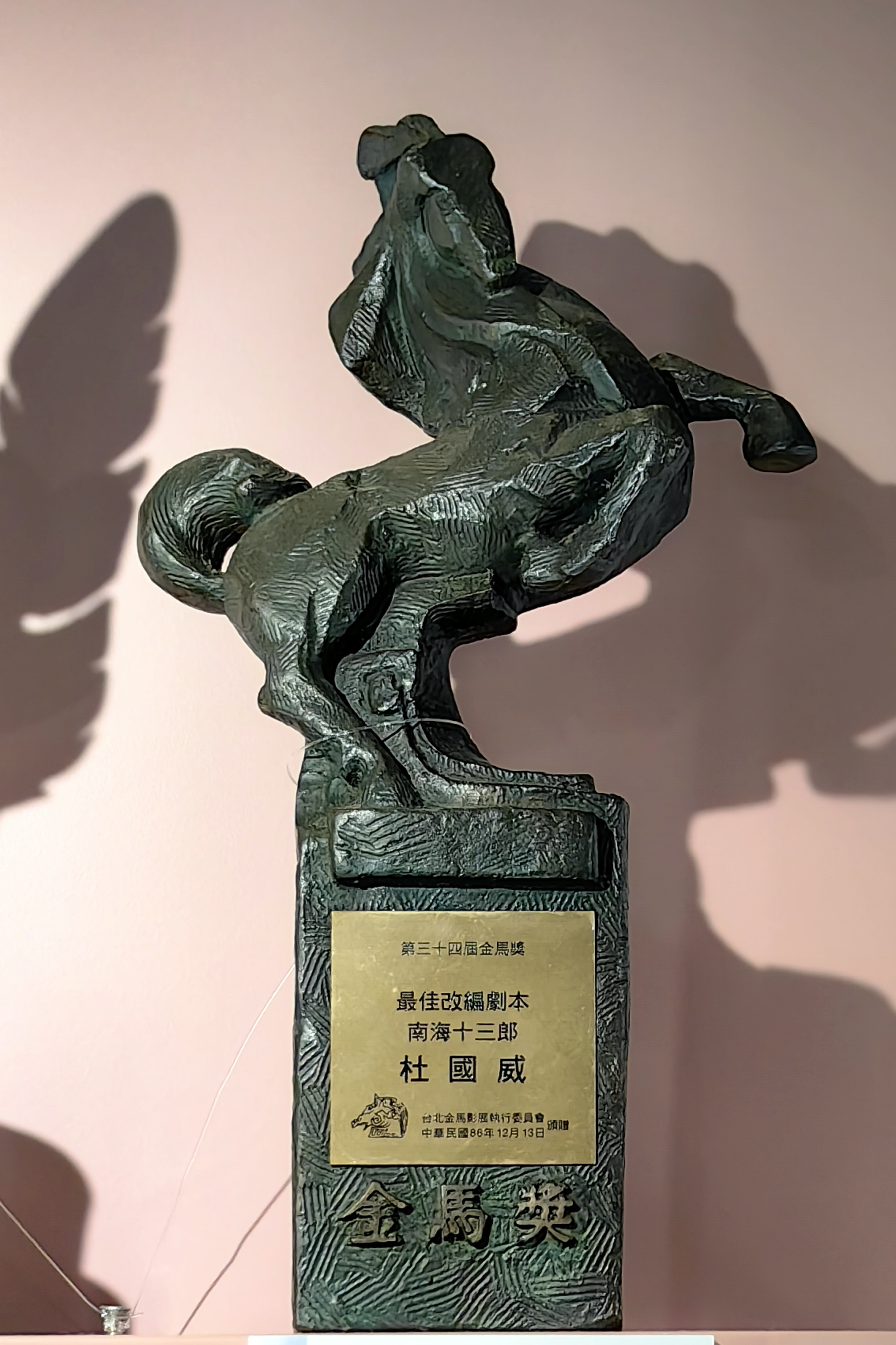
金马奖奖杯

| 年份 | 頒獎典禮               | 獎項         | 名單   | 結果 |
| ---- | ---------------------- | ------------ | ------ | ---- |
| 1997 | 第34屆金馬獎           | 最佳劇情片   | 不適用 | 提名 |
| 1997 | 第34屆金馬獎           | 最佳導演     | 高志森 | 提名 |
| 1997 | 第34屆金馬獎           | 最佳改編劇本 | 杜國威 | 獲獎 |
| 1997 | 第34屆金馬獎           | 最佳男主角   | 謝君豪 | 獲獎 |
| 1997 | 第34屆金馬獎           | 最佳男配角   | 潘燦良 | 提名 |
| 1997 | 第34屆金馬獎           | 最佳剪輯     | 高志森 | 獲獎 |
| 1998 | 第17屆香港電影金像獎   | 最佳編劇     | 杜國威 | 獲獎 |
| 1998 | 第17屆香港電影金像獎   | 最佳男主角   | 謝君豪 | 提名 |
| 1998 | 第17屆香港電影金像獎   | 最佳男配角   | 潘燦良 | 提名 |
| 1998 | 第3屆香港電影金紫荊獎  | 最佳編劇     | 杜國威 | 提名 |
| 1998 | 第3屆香港電影金紫荊獎  | 最佳男主角   | 謝君豪 | 提名 |
| 1998 | 第3屆香港電影金紫荊獎  | 十大華語片   | 不適用 | 獲獎 |
| 2007 | 香港特區十周年電影選舉 | 最佳編劇     | 杜國威 | 提名 |

## 外部連結
- 開眼電影網上《南海十三郎》的資料（繁體中文）
- 豆瓣电影上《南海十三郎》的資料 （简体中文）
- 时光网上《南海十三郎》的資料（简体中文）
- 香港影庫上《南海十三郎》的資料（繁體中文）
- 互联网电影数据库（IMDb）上《南海十三郎》的资料（英文）
- 香港演藝學院校友會精英校友分享: 謝君豪．十三郎．廿載台板結義 Part 1（2017年10月18日） （页面存档备份，存于）
- 香港演藝學院校友會精英校友分享: 謝君豪．十三郎．廿載台板結義 Part 2（2017年10月18日） （页面存档备份，存于）
- 謝君豪就飾演南海十三郎的訪問（2023年2月1日） （页面存档备份，存于）